# أسعد الأيام (فلم 1963)
أسعد الأيام هو فيلمٌ عراقيٌ أُنتج عام 1963.

## وصلات خارجية
صفحة الفليم على قاعدة بيانات الأفلام العراقية.

## مصدر
1. ↑  محمود قاسم، موسوعة الأفلام العربية، الجزء الأول، نسخة إلكترونية، لندن، الطبعة الأولى، ديسمبر، 2017، ص 83.